# Tonaca muscolare
La tonaca (o tunica) muscolare, conosciuta anche come muscolare propria o muscolare esterna, è una regione di muscolo in molti organi del corpo dei vertebrati, adiacente alla membrana sottomucosa. È responsabile dei movimenti intestinali, tra cui i movimenti propri della peristalsi.

## Struttura
Normalmente si caratterizza per la presenza di due strati distinti di muscolatura liscia: 
- uno strato interno e "circolare"
- uno strato esterno e "longitudinale"

Esistono tuttavia alcune eccezioni a questo tipico modello. 
Nello stomaco e nel colon, ad esempio, sono identificabili tre strati di muscolare esterna.
Nella parte superiore dell'esofago, invece, la parte più esterna della muscolatura è di tipo scheletrico, piuttosto che muscolatura liscia.
Caratteristicamente nell'apparato digerente tra i due strati si viene ad interporre il plesso nervoso mioenterico di Auerbach.
Lo strato interno della tunica muscolare viene a costituire uno sfintere in due punti del tratto alimentare: 
- nella regione pilorica dello stomaco, ove viene a formare lo sfintere del piloro
- nel canale anale, ove viene a formare lo sfintere anale